# Тарасенко Роман Миколайович
Рома́н Микола́йович Тара́сенко — молодший сержант Збройних сил України.

## Нагороди
2 серпня 2014 року — за особисту мужність і героїзм, виявлені у захисті державного суверенітету та територіальної цілісності України, вірність військовій присязі під час російсько-української війни, відзначений — нагороджений орденом «За мужність» III ступеня.